# Caecilia subdermalis
Caecilia subdermalis és una espècie d'amfibi de la família Caeciliidae endèmica de Colòmbia que habita en montans humits tropicals o subtropicals, terres de pastures, plantacions, jardins rurals i zones prèviament boscoses ara molt degradades.